# Аксиньинский сельский округ (Одинцовский район)
Аксиньинский сельский округ — упразднённая административно-территориальная единица, существовавшая на территории Одинцовского района Московской области в 1994—2006 годах.
Аксиньинский сельсовет был образован в первые годы советской власти. По данным 1919 года он входил в состав Аксиньинской волости Звенигородского уезда Московской губернии.
19 декабря 1922 года Аксиньинская волость была упразднена и Аксиньинский с/с был передан в Ивано-Шныревскую волость.
В 1924 году Аксиньинский с/с был упразднён, а его территория включена в Палицкий сельсовет, но уже 13 октября 1925 года Аксиньинский с/с был восстановлен.
В 1926 году к Аксиньинскому с/с был присоединён Палицкий с/с, но уже в 1927 году он был выделен обратно.
В 1926 году Аксиньинский с/с включал село Аксиньино, деревни Ларюшино, Липки, Палицы и Синьково.
В 1929 году Аксиньинский сельсовет вошёл в состав Звенигородского района Московского округа Московской области. При этом к нему был присоединён Хлюпинский с/с.
17 июля 1939 года к Аксиньинскому с/с были присоединены Иславский (селение Иславское) и Палицкий (селения Ларюшино, Липки, Палицы и Синьково) с/с.
14 июня 1954 года к Аксиньинскому с/с был присоединён Козинский с/с.
18 февраля 1955 года в Аксиньинском с/с селение Дунино было переименовано в Пришвино.
7 декабря 1957 года Звенигородский район был упразднён и Аксиньинский с/с был передан в Кунцевский район.
28 июля 1960 года в связи с упразднением Кунцевского района Аксиньинский с/с был передан в восстановленный Звенигородский район.
1 февраля 1963 года Звенигородский район был упразднён и Аксиньинский с/с вошёл в Звенигородский сельский район. 11 января 1965 года Аксиньинский с/с был передан в новый Одинцовский район.
3 февраля 1994 года Аксиньинский с/с был преобразован в Аксиньинский сельский округ.
3 декабря 2002 года центр Аксиньинского с/о был перенесён из села Аксиньино в деревню Ивановка.
В ходе муниципальной реформы 2004—2005 годов Аксиньинский сельский округ прекратил своё существование как муниципальная единица. При этом часть его населённых пунктов была передана в сельское поселение Ершовское, а часть — в сельское поселение Успенское.
29 ноября 2006 года Аксиньинский сельский округ исключён из учётных данных административно-территориальных и территориальных единиц Московской области.